# بات داي
بات داي (بالإنجليزية: Pat Day)‏ هو فارس أمريكي، ولد في 13 أكتوبر 1953 في بروش في الولايات المتحدة.

## وصلات خارجية
- بات داي على موقع إن إن دي بي (الإنجليزية)